# علم پزشکی در دوران رنسانس

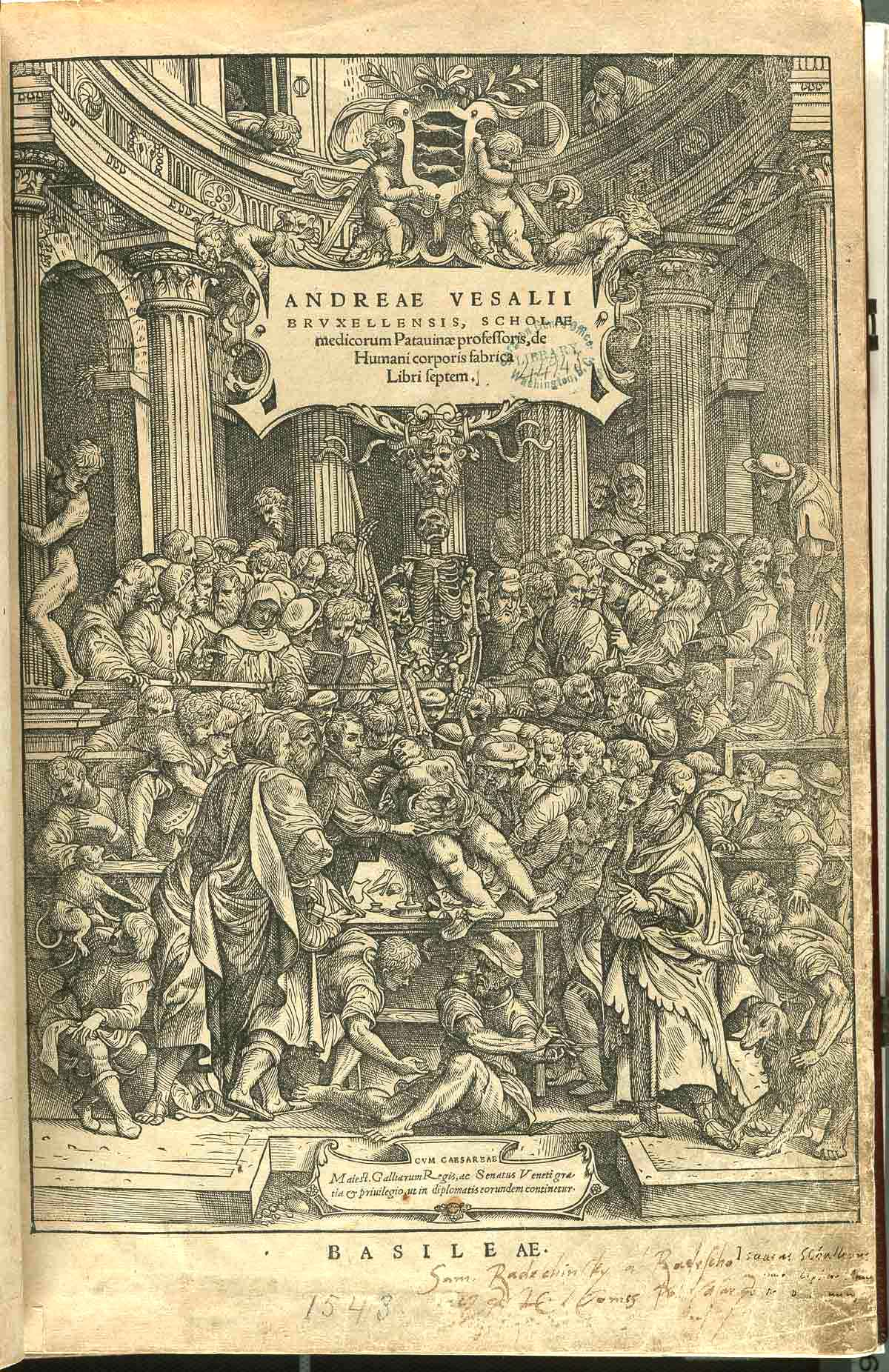
The front cover illustration of De Humani Corporis Fabrica, On the Fabric of the Human Body, written by Andreas Vesalius, showing a public dissection being carried out by Vesalius himself.

علم پزشکی در دوران رنسانس، از ۱۴۰۰ تا ۱۷۰۰ میلادی، دوره پیشرفت در دانش کالبدشکافی و علاقه مجدد به ایده‌های یونان باستان و رومی‌ها را نشان می‌دهد. چنین کشفیات پزشکی در دوره رنسانس پزشکی با هموار کردن راه برای پزشکی مدرن شناخته می‌شوند.

## پیشینه

آناتومی رالدو کلمبو، ۱۵۷۲

رنسانس پزشکی در اوایل دهه ۱۴۰۰ میلادی آغاز شد. محققان پزشکی به دوره رنسانس خود در اواخر دهه ۱۶۰۰ ادامه دادند. فلورانس، ایتالیا توسط بسیاری از مورخان به عنوان یک مرکز مؤثر برای تحقیقات پزشکی و ارتباطات با پیشرفت‌های اثبات‌شده در زمینه پزشکی شناخته شد. پیشرفت در دوره رنسانس پزشکی به چند عامل بستگی داشت. کتاب‌های چاپی که در اروپا از اواسط قرن ۱۵ به تصویب رسیدند، اجازه انتشار ایده‌های پزشکی و نمودارهای کالبدشناسی را داد. تامس لیناکر، دسیدریوس اراسموس، لیونی چلو و ژاک دوبو در میان فهرست نخستین محققانی هستند که به خاطر آغاز دوره رنسانس پزشکی از آن‌ها تقدیر کرده‌اند. به دنبال آن آندریاس وسالیوس (بر اساس ساختار بدن انسان) در سال. دانش بهتر از نوشته‌های اصلی جالینوس به‌طور خاص به پزشکی شناخته‌شده توسعه‌یافته‌است. سنت از طریق نگرش‌های باز انسان‌گرایی رنسانس. نظارت کلیسا بر تعالیم حرفه پزشکی و دانشگاه‌ها کاهش یافت و تشریح مسیحیت اغلب ممکن بود.